# Walter Winterbottom
Walter Winterbottom (Oldham, 31 de marzo de 1913 — Guildford, 16 de febrero de 2002) apodado Walter el Magnífico, fue un entrenador y futbolista británico. En 1946 fue nombrado primer seleccionador en la historia de Inglaterra, cargo que ocupó durante 16 años hasta su dimisión en 1962. En todo ese tiempo dirigió al combinado nacional en cuatro Copas Mundiales y ganó 13 campeonatos de la British Home Championship.

## Trayectoria como futbolista
Walter Winterbottom nació en Oldham, Lancashire en 1913. En su infancia sobresalió como un estudiante de matrícula, estudió magisterio en la Chester Diocesan Teachers Training College y se graduó como el primero de la promoción de 1933. Al tiempo que daba clases en una escuela local, jugaba al fútbol en equipos amateur como el Royton Amateurs o el Mossley FC. Después de hacer pruebas en el Oldham Athletic y en el Manchester City fue descubierto por Louis Rocca, el ojeador del Manchester United, quien le convenció en 1936 para firmar un contrato a tiempo parcial que le permitiría seguir siendo profesor.
La carrera profesional de Winterbottom fue muy corta. En su primera temporada jugó 21 partidos de liga y dos de la FA Cup, la mayoría de las veces en la posición de centrocampista derecho. Pero en su segundo año se vio afectado por una enfermedad reumática en la espalda que redujo sus apariciones a cuatro partidos. El estallido de la Segunda Guerra Mundial en 1939 supuso su retirada definitiva al enrolarse en el ejército británico. Durante el conflicto fue director de educación física en la Royal Air Force y después se marchó al Ministerio del Aire para trabajar en la formación de instructores.
En 1942 contrajo matrimonio con Ann Richards, con la que tuvo dos hijas (Janet y Brenda) y un varón (Alan).

## Trayectoria como entrenador
En 1946 el secretario de la Asociación de Fútbol, Stanley Rous, convenció a la junta directiva para que Walter Winterbottom fuese el primer director técnico de la selección de fútbol de Inglaterra, ocupándose tanto del primer equipo como de las categorías amateur y juveniles. A día de hoy sigue siendo el seleccionador más joven en la historia del país (38 años), así como en el único sin experiencia previa.
Su debut tuvo lugar el 28 de septiembre de 1946 frente a la Isla de Irlanda en Windsor Park (Belfast), con victoria por 2:7.
Winterbottom asumió responsabilidades técnicas y tácticas pero no podía seleccionar a los futbolistas, pues esa labor correspondía a un comité especial. Al mismo tiempo, trabajó con la Asociación de Fútbol en implementar los primeros cursos de formación para futuros entrenadores. Una de sus primeras medidas fue crear un «Equipo B» que diese oportundiades a los jugadores más jóvenes.
En 1947 Inglaterra derrotó a Portugal en Lisboa por un contundente 10:0 y un año después venció en Turín a Italia por 4:0. Estos resultados, y el hecho de contar con jugadores como Billy Wright y Stanley Matthews, otorgaron al país la vitola de favoritos en la Copa Mundial de Fútbol de 1950, la primera de su historia. No obstante, sufrieron una sorprendente derrota por 1:0 frente a Estados Unidos y después cayeron contra España por el mismo marcador. Aunque esa eliminación fue un duro golpe, el punto de inflexión para modernizar del fútbol inglés fue el partido contra Hungría del 25 de noviembre de 1953: el llamado «Equipo de oro» venció a los ingleses en Wembley por 6:3, la primera derrota en casa frente a un equipo de Europa continental.
Walter fue también el seleccionador de Reino Unido en los Juegos Olímpicos de Helsinki 1952. Con un equipo formado por aficionados debido a las limitaciones olímpicas de la época, los británicos perdieron en la primera fase contra Luxemburgo.
En todo este tiempo, el seleccionador se implicó en la modernización del fútbol inglés, que entonces se estaba viendo superado por otros países de Europa y Sudamérica. Si bien no pudo eliminar el comité de selección, tuvo cierta libertad para configurar la plantilla inglesa en la Copa Mundial de 1958, al que Inglaterra llegó con el desastre aéreo de Múnich aún en mente. El seleccionador dejó fuera a Nat Lofthouse, no alineó en ningún partido al joven Bobby Charlton pese a ser convocado, y quedó eliminado de la fase de grupos por la Unión Soviética. Sin hacer caso a las críticas de la prensa, se mantuvo al frente y logró la cuarta clasificación consecutiva para el Mundial de 1962 en Chile, donde cayeron en cuartos de final.
Winterbottom dejó el cargo a finales de 1962 y convenció a la Asociación de Fútbol de que el próximo entrenador debía tener libertad para convocar jugadores, eliminando así el comité especial de selección. Aunque se especuló en la prensa que sería el sustituto de Stanley Rous en la secretaría de la Asociación, perdió la votación y terminó dejando el organismo. En 1963 la federación inglesa eligió como nuevo entrenador a Alf Ramsey, procedente del Ipswich Town.
Durante los 16 años que estuvo al frente, Winterbottom dirigió a Inglaterra en 139 partidos con un récrod de 78 victorias, 33 empates y 28 derrotas. Disputó un total de cuatro Copas Mundiales de Fútbol en 1950, 1954, 1958 y 1962, aunque en ninguna de ellas superó los cuartos de final. A nivel británico el país tuvo más éxito y se proclamó campeón de la British Home Championship en 13 ocasiones (siete indiscutidas y seis compartiendo el primer lugar).
En su encuentro de despedida, disputado el 21 de noviembre de 1962, Inglaterra se impuso por 4:0 a Gales en el estadio de Wembley.

## Resto de su vida
Tras abandonar la Asociación de Fútbol, Winterbottom siguió siendo una figura de autoridad en el ámbito deportivo como asesor del gobierno británico en esa materia, director del Consejo de Deportes, secretario del Sport and Recreation Alliance y presidente del grupo de estudios técnicos de la FIFA desde 1966 hasta 1978.
En 1963 fue nombrado oficial de la Orden del Imperio Británico, comendador en 1972 y caballero comendador en 1978. Es uno de los cuatro miembros del Manchester United que ha obtenido tal distinción, junto con Matt Busby, Bobby Charlton y Alex Ferguson.
Falleció el 16 de febrero de 2002 a los 88 años en el Royal Surrey Hospital de Guildford, víctima de un cáncer de colon. A su funeral asistieron numerosos representantes del deporte británico.

## Clubes

### Como futbolista
| Club              | País       | Año       |
| ----------------- | ---------- | --------- |
| Manchester United | Inglaterra | 1936-1938 |

### Como entrenador
| Club                    | Año       | Partidos | Partidos | Partidos | Partidos |
| Club                    | Año       | J        | G        | E        | P        |
| ----------------------- | --------- | -------- | -------- | -------- | -------- |
| Selección de Inglaterra | 1946-1962 | 139      | 78       | 33       | 28       |